# Szil
Szil là một thị trấn thuộc hạt Győr-Moson-Sopron, Hungary. Thị trấn này có diện tích 31,03 km², dân số năm 2010 là 1211 người, mật độ 39 người/km².